# Duché de Turin
Le Duché de Turin fut un des duchés institués par les Lombards en Italie. Il y a assez peu d'informations sur son fonctionnement interne ; même la date de création du duché est incertaine bien qu'il remonte probablement au lendemain de l'occupation lombarde de la ville en 569.

## Histoire

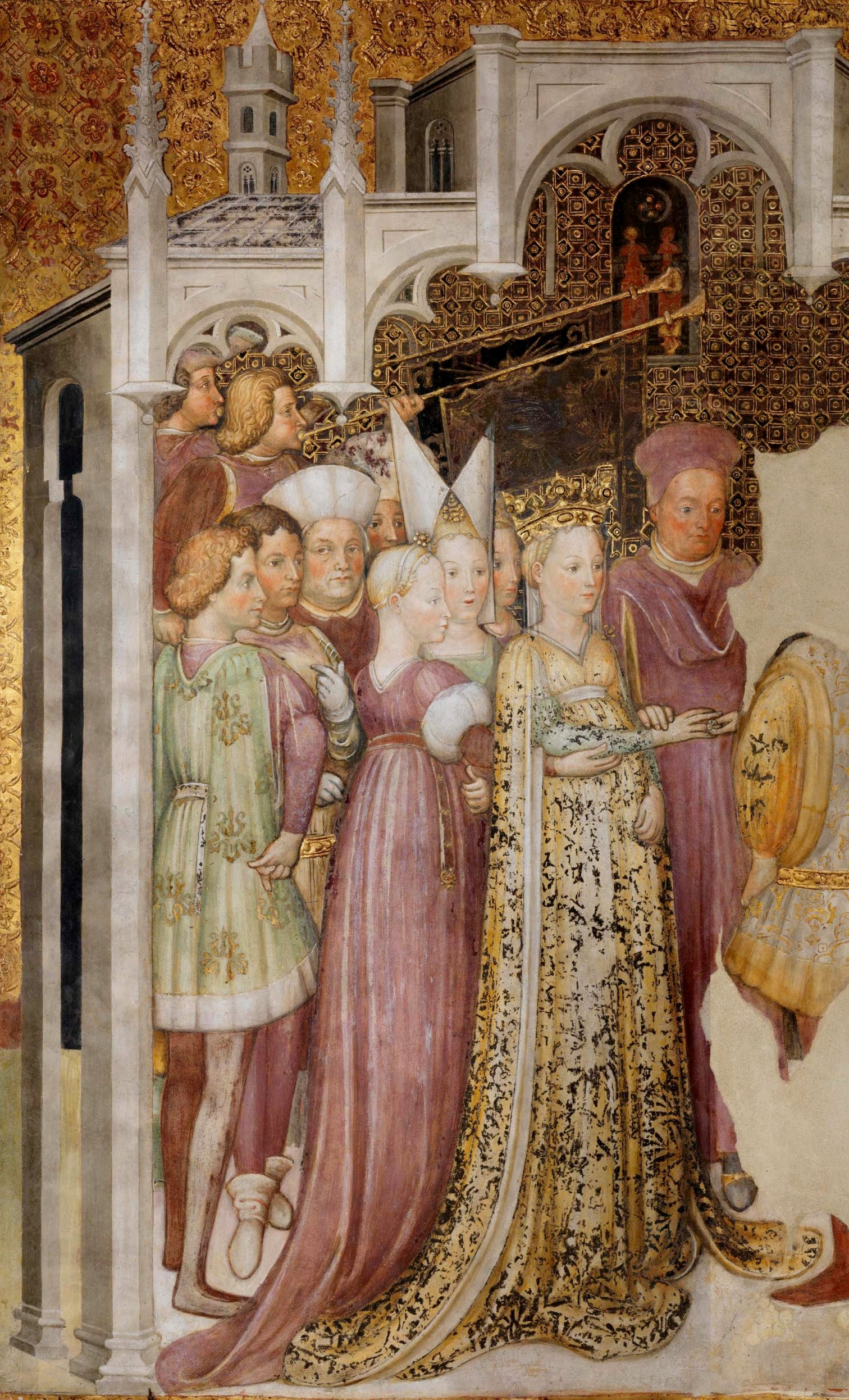
Théodelinde de Bavière, fresque des Zavattaris dans la Chapelle de Théodelinde à Monza, 1444

### Le VIesiècle
Le premier duc de Turin identifié par Paul Diacre est Agilulf, qui en 591 devient roi des Lombards grâce à son mariage contracté l'année précédente avec Théodelinde de Bavière, veuve du prédécesseur sur le trône de  Pavie, Authari. Comme duc, Agilulf adapte à son propre palais (Curia Ducis) les édifices existants et qui correspondent à l'antique siège de la magistrature romaine. À la demande de Théodelinde, saint Jean le Baptiste est proclamé patron de Turin et c'est peut être à cette époque que débute la construction de l'église qui porte le même nom, dans la zone où se trouve à ce jour le  Duomo de Turin et qui alors hébergeait le temple dédié aux martyrs turinois Solutore, Avventore et Ottavio.

### Le VIIesiècle
À la mort de Agilulf (616), le trône des Lombards passe à son fils Adaloald, sous la régence de Théodelinde. Contre la politique de la reine-mère, qui vise à la conversion au catholicisme des Lombards et à la renonciation de nouvelles expansions territoriale, une fronde entre ducs se développe conduite par le nouveau duc de Turin, Arioald de la branche des Caupu. L'opposition de Arioald, active surtout au cours des premières années du VIIe siècle, éclate en plein jour lors d'une révolte en 624 qui se conclut en 626 par le départ définitif d'Adaloald.
Par la suite, Paul Diacre évoque un duc Garibald, envoyé comme messager du roi Godepert et qui vient à peine de s'installer sur le trône, auprès de Grimoald Ier alors duc de Bénévent, afin de le convaincre d'intervenir en sa faveur contre son frère  Perthari avec lequel, sur la base du testament de leur père Aripert, il partage le  Royaume lombard (661). Garibald trahit Godepert exhortant Grimoald à chasser les deux frères et à s'emparer du trône. À son retour à Turin, Garibald meurt, victime d'un attentat.

### Le VIIIesiècle
Quelque temps après, le nouveau duc de Turin, Raghinpert, prend possession du trône des Lombards, réussissant à battre l'héritier légitime du trône Liutpert, lui aussi membre de la dynastie de Bavière, soutenu par  Ansprand et Rotharit lors de la bataille de Novare. Il meurt après un an de règne (701), laissant son trône à son fils Aripert II qui, à son tour, prend le titre de duc de Turin.

## Vestiges lombards à Turin
Turin connait une forte présence lombarde, non seulement dans les hautes sphères du pouvoir mais aussi dans la population. Les fouilles pour la réalisation du réseau métropolitain de Turin (2004) ont permis la découverte d'une nécropole lombarde près de Collegno, alors qu'étaient déjà connues d'autres nécropoles près de l'actuel quartier Sassi et via Nizza, non loin du lieu où se trouve le Lingotto.
La zone autour de la ville dispose de vestiges lombards, il en reste des traces aussi bien archéologiques (nécropoles de Belmonte) que toponymiques laissant apparaître une dérivation de la  langue lombarde, par exemple, des localités comme Superga (ou Soperga), Valperga et Lombardore (Castrum Longobardorum).

## Sources
- Paul Diacre, Historia Langobardorum (Storia dei Longobardi, Lorenzo Valla/Mondadori, Milano 1992).

- (it) Cet article est partiellement ou en totalité issu de l’article de Wikipédia en italien intitulé « Ducati di Torino » (voir la liste des auteurs).

## Note
1. ↑  Paul Diacre, Historia Langobardorum, IV, 51.